# Bruce Davidson
Bruce Oram Davidson (Newburgh, 31 december 1949) is een voormalig Amerikaans ruiter. Davidson won tweemaal de individuele wereldtitel eventing en eenmaal de landenwedstrijd eventing. Davidson was tweemaal onderdeel van de Amerikaanse eventingploeg die de landenwedstrijd won op de Olympische Spelen, tevens won hij twee zilveren olympische medailles in de landenwedstrijd.

## Resultaten
- Olympische Zomerspelen 1972 in München 8e individueel eventing met Plain Sailing
- Olympische Zomerspelen 1972 in München  landenwedstrijd eventing met Plain Sailing
- Wereldkampioenschappen eventing 1974 in Burghley  individueel eventing met Irish Cap
- Wereldkampioenschappen eventing 1974 in Burghley  individueel eventing met Irish Cap
- Olympische Zomerspelen 1976 in Montreal 10e individueel eventing met Irish-Cap
- Olympische Zomerspelen 1976 in Montreal  landenwedstrijd eventing met Irish-Cap
- Wereldkampioenschappen eventing 1978 in Lexington  individueel eventing met Might Tango
- Wereldkampioenschappen eventing 1978 in Lexington  landenwedstrijd Might Tango
- Olympische Zomerspelen 1984 in Los Angeles 13e individueel eventing met J. J. Babu
- Olympische Zomerspelen 1984 in Los Angeles  landenwedstrijd eventing met J. J. Babu
- Olympische Zomerspelen 1988 in Seoel 18e individueel eventing met Dr. Peaches
- Olympische Zomerspelen 1988 in Seoel uitgevallen landenwedstrijd eventing met Dr. Peaches
- Wereldruiterspelen 1990 in Stockholm  individueel met Pirate Lion
- Olympische Zomerspelen 1996 in Atlanta  landenwedstrijd eventing met Heyday

1912: Nordlander, Adlercreutz, Casparsson,  Horn af Åminne ·
1920: Mörner, Lundström, von Braun,  Dyrsch ·
1924: Van der Voort van Zijp, Pahud de Mortanges, De Kruijff,  Colenbrander ·
1928: Pahud de Mortanges, De Kruijff, Van der Voort van Zijp ·
1932: Thomson, Chamberlin, Argo ·
1936: Stubbendorf, Lippert, von Wangenheim ·
1948: Henry, Anderson, Thomson ·
1952: von Blixen-Finecke, Stahre, Frölén ·
1956: Weldon, Rook, Hill ·
1960: Morgan, Lavis, Roycroft ·
1964: Checcoli, Angioni, Ravano ·
1968: Allhusen, Meade, Jones ·
1972: Meade, Gordon-Watson, Parker, Phillips ·
1976: Coffin, Plumb, Davidson, Tauskey ·
1980: Blinov, Salnikov, Volkov, Rogosjin ·
1984: Plumb, Stives, Fleischmann, Davidson ·
1988: Erhorn, Baumann, Kaspareit, Ehrenbrink ·
1992: Green, Rolton, Hoy, Ryan ·
1996: Schaeffer, Rolton, Hoy, Dutton ·
2000: Dutton, Hoy, Tinney, Ryan ·
2004: Boiteau, Lyard, Courrèges, Teulère, Touzaint ·
2008: Thomsen, Ostholt, Dibowski, Klimke, Romeike ·
2012: Auffarth, Jung, Klimke, Schrade, Thomsen ·
2016: Laghouag, Lemoine, Nicolas, Vallette ·
2020: Collett, McEwen, Townend ·
2024: Canter, Collett, McEwen
- International Standard Name Identifier: 0000 0000 4956 2144
- Library of Congress Control Number: nr2002014715
- Virtual International Authority File: 56546149
- WorldCat: E39PBJrgKY8rqBRWFFqxDFdPcP